# Ocellularia allosporoides
Ocellularia allosporoides är en lavart som först beskrevs av William Nylander och som fick sitt nu gällande namn av Patw. & Kulk. 
Ocellularia allosporoides ingår i släktet Ocellularia och familjen Graphidaceae. Inga underarter finns listade i Catalogue of Life.